# 엘리너 마르크스
제니 줄리아 엘리너 마르크스(Jenny Julia Eleanor Marx, 1855년 1월 16일 ~ 1898년 3월 31일)는 투시(Tussy)로도 알려진 카를 마르크스의 영국 태생 막내딸이다.
가끔 문학 번역가로 일했던 사회주의 운동가이다. 1898년 3월, 애인 에드워드 에이블링(Edward Aveling)이 전년에 비밀리에 결혼했다는 사실을 알게 된 그녀는 43세의 나이에 음독 자살로 사망했다.